# 海蓝色

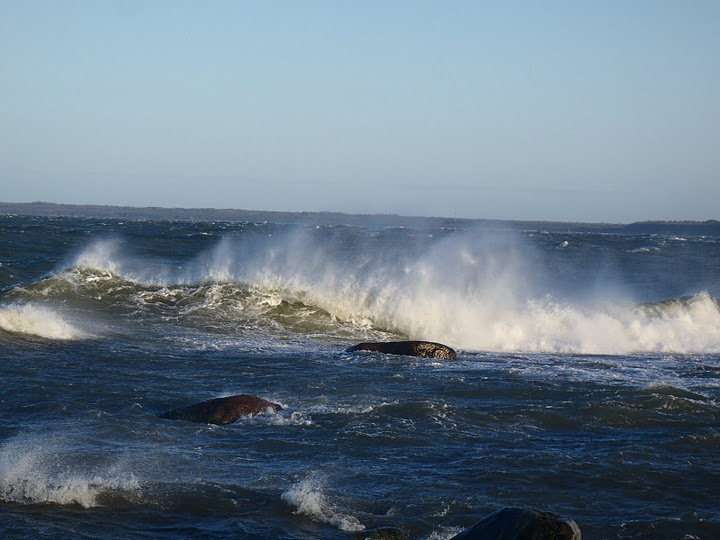
如圖可以看到大海呈現海藍色

海蓝色是一種顏色，是屬於藍色系的一種顏色，也是一種中國傳統的顏色。由于色调类似于大海的颜色而得名。属于冷色。
海蓝色深度介于蓝色和天蓝色之间，但顏色較兩者來的深，這意味著亮度或飽和度較低。接近青玉色，但又不是青玉色。
一般水彩或廣告顏料是以藍色對紅色8:5的比例來配出海蓝色，而光學配色是以紅色對綠色對藍色 1:5:10 的比例近似，而在電腦或顯示器上則以RGB為(11,45,100)來顯示出海蓝色。

## 種類

### marine blue
海洋藍，是一種顏色（英文：Marine Blue），是深藍帶綠的色彩，比普鲁士蓝略淡。Marine在這裡是指海洋（Ocean）的意思。